# Sverepec
Sverepec (em húngaro: Lejtős; alemão: Schwerebnitz) é um município da Eslováquia, situado no distrito de Považská Bystrica, na região de Trenčín. Tem 6,23 km² de área e sua população em 2018 foi estimada em 1.351 habitantes.

## Demografia
| Ano:        | 1994 | 2004   | 2014    | 2024    |
| ----------- | ---- | ------ | ------- | ------- |
| Broj ljudi: | 1064 | 1102   | 1237    | 1404    |
| Razlika:    |      | +3,57% | +12,25% | +13,50% |

| Ano:               | 2023 | 2024   |
| ------------------ | ---- | ------ |
| Número de pessoas: | 1376 | 1404   |
| Diferença:         |      | +2,03% |